# Список прапороносців Федеративних Штатів Мікронезії на Олімпійських іграх
Це список осіб, що були прапороносцями Мікронезії на церемоніях відкриття Олімпійських ігор. Мікронезія вперше взяла участь в Олімпійських іграх у 2000 році в Сіднеї і з цього часу була представлена лише на літніх Олімпіадах.
| # | Рік, Місце          | Сезон | Прапороносець     | Вид спорту     |
| - | ------------------- | ----- | ----------------- | -------------- |
| 1 | 2000 Сідней         | літо  | Мануель Мінгінфел | Важка атлетика |
| 2 | 2004 Афіни          | літо  | Мануель Мінгінфел | Важка атлетика |
| 3 | 2008 Пекін          | літо  | Мануель Мінгінфел | Важка атлетика |
| 4 | 2012 Лондон         | літо  | Мануель Мінгінфел | Важка атлетика |
| 5 | 2016 Ріо-де-Жанейро | літо  | Дженніфер Ченг    | Бокс           |